# Sphaerodactylus becki
Espèce
Sphaerodactylus becki est une espèce de geckos de la famille des Sphaerodactylidae.

## Répartition
Cette espèce est endémique de l'île de la Navasse aux Antilles.

## Étymologie
Cette espèce est nommée en l'honneur de Rollo Beck.

## Publication originale
- Schmidt, 1919 : Descriptions of new Amphibians and Reptiles from Santo Domingo and Navassa. New York Bulletin of the American Museum, vol. 41, p. 519-525 (texte intégral).